# Akatsukiss
Akatsukiss – komiks (manga) autorstwa polskich sióstr Anny Marii Sutkowskiej "Vanitachi" i Agaty Sutkowskiej "Little Lady Punk". Publikowany jest przez autorki w internecie na stronie DeviantArt. Wersja papierowa, różniąca się kilkoma szczegółami, wydana została przez Studio JG.  Pozycja ta to dōjinshi mangi Naruto.
Pozycja to była debiutem wydawniczym autorek, które to tej pory publikowały komiksy wyłącznie w Internecie.

## Odbiór
Gdy został wydany (lata 2007–2008), Akatsukiss był, obok Meago Sagi najlepiej sprzedającym się tytuł z ówczesnej oferty Studia JG. Do popularności pozycji przyczynił się fakt, że komiks był powiązany z popularną serią Naruto, a także miał już fanów z powodu wcześniejszej publikacji w internecie. Według jednej z autorek, fani chwalili humor pozycji, ale krytykowali "niewprawną szatę graficzną i wyrywkową fabułę pierwszych tomów. Jako że pozycja ta to nieautoryzowana parodia (dōjinshi) serii Naruto, autorka zauważyła też, że spotykała się z "oskarżeniami o  plagiat lub nawet z  groźbami wszczęcia postępowania karnego".
W 2013 pozycja została opisana jako "ciesząca się dużą popularnością". 

## Tomy
Format A5, oprawa miękka, okładka kolorowa, druk czarno-biały, liczba stron ok. 200.
| Numer tomu | Data 1. polskiego wydania | Podtytuł                 | Uwagi                                                                   |
| ---------- | ------------------------- | ------------------------ | ----------------------------------------------------------------------- |
| 1          | grudzień 2007             | „Pierwsza Krew”          |                                                                         |
| 2          | luty 2008                 | „Oko w Oko”              | Tom zawiera także komiks; NOTES, czyli tajemne sprawki małej żyrafki #1 |
| 3          | maj 2008                  | „Z Duszą na Ramieniu”    | Tom zawiera także komiks; NOTES, czyli tajemne sprawki małej żyrafki #2 |
| 4          | sierpień 2008             | „Kości Zostały Zrzucone” | Tom zawiera także komiks;NOTES, czyli tajemne sprawki małej żyrafki #3  |
| 5          | październik 2008          | „Z Głową w Chmurach”     | Tom zawiera także komiks;NOTES, czyli tajemne sprawki małej żyrafki #4  |
| 6          | grudzień 2008             | „Serc starania stracone” | Ostatni tom serii                                                       |

## Fabuła
Akcja toczy się wokół organizacji Akatsuki, znajdującej się w Osuchowie i okolicach, pragnącej podbić świat. Wyroki śmierci i problemy sercowe są ich codziennością.

## Bohaterowie

### Członkowie Akatsuki
- Sir Leader – nie-punkowy-bez-kolczykowy-człowiek.
- Itachi – gothic lolita.
- Kisame – partner Itachiego nie tylko w celach bojowych.
- Orochimaru – sepleniący cwany 'lis'.
- Zetsu – żywy dowód na ewolucję Paprotek i Roślinek.
- biały Zetsu – nowa szczęśliwa wersja Zetsu.
- Deidara – artysta.
- Sasori – Emo[cjonalna] kukiełka.
- Filemon – skorpion przeklinak, należy do Sasoriego.
- Tobi – nie będący Uchihą, nieznany poza Akatsuki chłopiec z wielką ilością czakry.
- Kakuzu – księgowy, ma na głowie nie tylko finanse Akatsuki.
- Hidan – wierny wyznawca Jashina.
- Konan – księżniczka Brzasku nie lubiąca wychodzić ze swojej wieży.

### Inne
- Sasuke – pragnie zabić swojego brata Itachiego, ale jakoś nie doprowadza tego do skutku.
- Naruto – ciągle włóczy się za Sasuke, twierdząc, że jest on mu winien grę "Mario" albo kasę.
- Hinata – stara się pokazać, że jest lepsza od Nejiego, raz udając Yakuzę.
- Lee – druga połówka pani Małgosi.
- Neji – fan bandażyków. Wierzy w to, że życiem kieruje przeznaczenie.
- Gaara
- Pani Tsunade
- Jiraiya
- Yondaime – powrócił z czeluści za sprawa tajemniczej strony, kompletnie nie wie, co robić poza szpiegowaniem Naruto.